# Vitória da Prússia
Frederica Amália Guilhermina Vitória (em alemão: Friederike Amalia Wilhelmine Victoria von Preußen; 12 de abril de 1866 – 13 de novembro de 1929) foi a quinta criança e segunda filha de Frederico III da Alemanha e da sua esposa Vitória, Princesa Real do Reino Unido, filha da rainha Vitória do Reino Unido. Para o público, ela sempre foi conhecida como princesa Viktoria, mas entre a família era chamada de “Moretta” ou “Pequena Vicky”.

## Primeiros anos

### Nascimento e morte do irmão
A quinta filha do príncipe-herdeiro Frederico da Prússia e de Vitória, Princesa Real do Reino Unido, nasceu no dia 12 de abril de 1866 no Novo Palácio de Potsdam, em Potsdam, na Prússia. Foi uma altura conturbada tanto para a história da Alemanha como para a vida dos seus pais, uma vez que o Reino da Prússia estava prestes a entrar em guerra contra o Império Austríaco por causa da administração dos condados de Schleswig e Holstein, uma guerra que acabaria por dar origem ao Império Alemão e ficaria conhecida como Guerra Austro-Prussiana. Talvez devido às preocupações que a afectavam, a princesa Vitória deu à luz mais cedo do que se esperava, e entrou em trabalho de parto durante a viagem de comboio de Berlim para Potsdam, a sua residência de verão. A princesa quase nasceu no comboio, mas a sua mãe conseguiu aguentar até chegar ao palácio, embora, na altura da sua chegada, nada estivesse ainda pronto para o nascimento. A ama-de-leite ainda estava em Berlim e, à falta de roupas e mantas, a bebé foi embrulhada num saiote velho O pai de Vitória tinha sido nomeado comandante do Segundo Exército da Silésia e teria de partir no dia planeado para o baptizado da filha, que foi marcado para o aniversário da sua avó, a rainha Vitória do Reino Unido, no dia 24 de maio. Alguns dias antes, a mãe da bebé escreveu à rainha de Inglaterraː

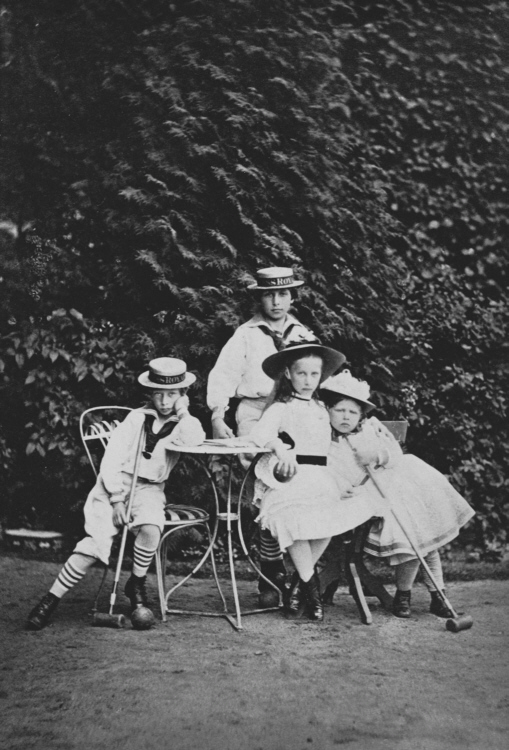
Vitória (sentada à direita) com os irmãos Guilherme, Henrique e Carlota em 1870

O nosso baptizado vai ser tão triste, e, no dia seguinte, o meu Fritz parte para se juntar às suas tropas (...) não sei quando e onde o vou voltar a ver e não consigo descrever aquilo que sinto. Acho que o meu coração se vai partir. Ultimamente, é tudo uma incerteza, ruína e miséria.
A bebé foi baptizada com os nomes Frederica Amália Guilhermina Vitória. Algumas semanas depois, a 18 de Junho, o irmão mais velho de Vitória, o príncipe Segismundo, morreu em agonia de meningite. Não foi possível prestar cuidados médicos à criança, uma vez que todos os médicos da corte se encontravam com o exército na guerra. Três dias depois, a sua mãe escreveu à rainha Vitóriaː Agora já estou mais calma, pelo bem do Fritz e dos meus pequeninos, mas, ohǃ A cruz é muito pesada.
As primeiras semanas de vida de Vitória foram, naturalmente, marcadas pela perda do pequeno irmão que ela nunca conheceu. Em julho, a sua mãe enviou uma fotografia sua, na altura com três meses de idade, à rainha Vitória. Informou que a bebé era conhecida na família como "pequena Vicky" e acrescentou que era uma coisinha querida, bonita e pequenina, e tão alegre; dá gritinhos, risinhos e saltinhos e começa já querer sentar-se. Já lhe visto um saiote pequeno. Se não me lembrasse constantemente daquilo que perdi, ficaria muito contente e orgulhosa dela.
A morte de Segismundo continuou a afectar a princesa-herdeira durante bastante tempo. Um ano depois, enviou mais uma fotografia da sua filha mais nova à mãe, na qual a "pequena Vicky" aparecia vestida com roupas que tinham pertencido ao seu falecido irmãoː está a usar um chapéu de aba larga e um casaco que o irmãozinho dela vestiu muitas vezes o ano passado; era o que estava a usar quando adoeceu.
Depois de receber esta fotografia, a rainha Vitória ficou verdadeiramente alarmada com a filha que, nos termos da psicologia moderna, poderia ser descrito como uma espécie de colapso nervoso. Em resposta à carta, a rainha escreveu que achava preocupante o facto de a filha vestir a bebé com as roupas do irmão e que tinha um certo sentimento supersticioso quanto a vestir uma criança viva com as roupas que outra estava a usar quando morreu. Digo isto com todo o amor e afecto.
As palavras da rainha Vitória parecem ter surtido efeito e, a partir de então, a princesa-herdeira começou a melhorar gradualmente.

### Infância

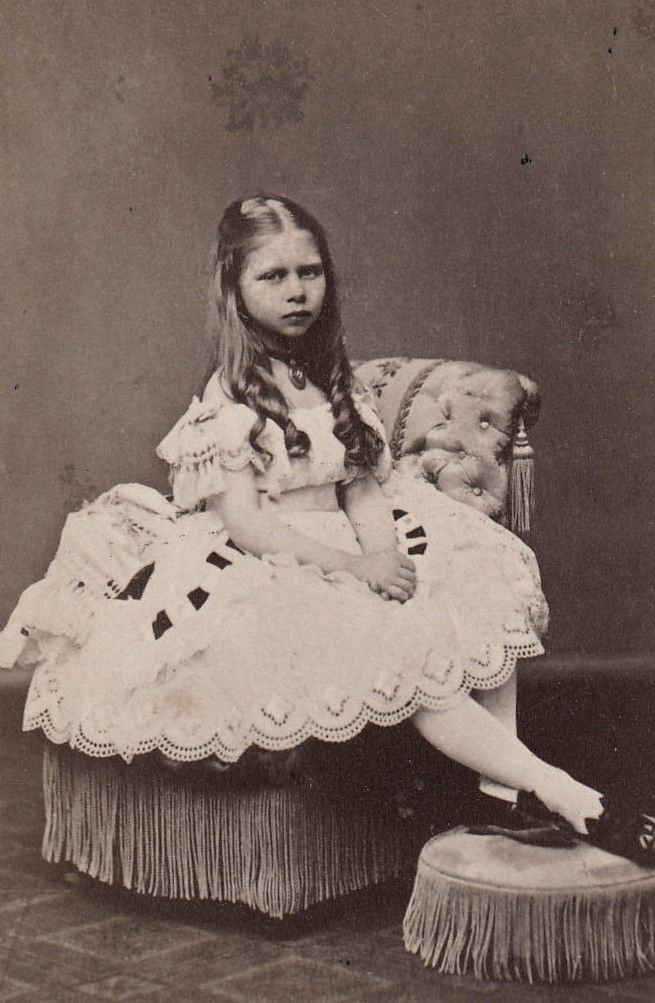
A princesa Vitória da Prússia com cerca de dez anos de idade

Logo que nasceu, Vitória ficou ao cuidado de uma ama inglesa, Mrs. Hobbs, o que fez com que, aos dois anos de idade, falasse apenas em inglês e não percebesse uma palavra de alemão. A pequena princesa era também extremamente tímida. Quando tinha dois anos, a sua mãe escreveu numa carta que a sua filha não conseguia sequer olhar directamente para estranhos e escondia-se atrás das suas saias ou das da ama e gritava com toda a força que tinha para que se fossem embora. É provável que este comportamento resultasse de alguns episódios traumáticos que sofreu por volta desta mesma altura. Em maio de 1868, um homem com distúrbios mentais invadiu o Novo Palácio em Potsdam quando Vitória e a família se encontravam a dormir. Os guardas conseguiram agarrá-lo antes de ele conseguir chegar aos aposentos das crianças, mas Vitória acordou com o barulho e começou a gritar aterrorizada. Dois anos depois, em Fevereiro de 1870, a família teve de ser evacuada do seu palácio em Berlim por causa de um incêndio a meio da noite e, finalmente, alguns meses depois, quando Vitória estava a passear de carruagem pela cidade com as amas, o seu irmão Valdemar, e as irmãs mais novas, outro louco invadiu a sua carruagem e sentou-se no colo de uma das amas. As crianças foram retiradas em segurança, mas o episódio também deixou as suas marcas.
Juntamente com os seus irmãos, Vitória foi criada entre as suas casas dos seus paisː o palácio que ficava na avenida Unter den Linden, em Berlim, e o Neue Palais em Potsdam. A sua mãe, a princesa-herdeira Vitória, teve mais liberdade para educar os seus filhos mais novos depois de dar dois herdeiros masculinos ao trono e reconheceu que tanto Vicky como os seus irmãos mais novos eram muito mais chegados aos pais do que os irmãos mais velhos. A princesa-herdeira era uma mãe muito afectuosa que adorava crianças pequenas, ao contrário da sua mãe, a rainha Vitória, mas, ao mesmo tempo, tinha expectativas muito elevadas para os seus filhos. Observava atentamente o seu comportamento, desenvolvimento e educação, algo que a colocava em confronto com os costumes e tradições da corte prussiana, onde os pais raramente se envolviam na educação dos filhos.
A princesa-herdeira nunca teve uma relação muito próxima com os seus sogros, o futuro imperador Guilherme I da Alemanha e a imperatriz Augusta e eles também nunca mostraram grande interesse pelos seus netos mais novos, que consideravam menos importantes do que os mais velhos. A recordação mais antiga que Vitória tinha da sua avó paterna era de uma ocasião em que ela lhe tinha gritado para não sair da sala onde estava aos saltinhos quando tinha três anos de idade. Por outro lado, sempre teve uma relação próxima com a sua avó materna, a rainha Vitória, que visitava com alguma regularidade em Inglaterra.
Quando tinha cinco anos de idade, a princesa Vitória da Prússia começou a receber as suas primeiras lições em casa com um horário exigente que começava às oito da manhã e só terminava ao final do dia, apenas com pausas de uma hora para estar com os pais e a pausa de almoço. Entre as aulas, a princesa e os irmãos praticavam também vários desportos, incluindo ginástica, dança e ténis. Este último era o que Vitória mais gostava e praticou-o o resto da vida. Na verdade, o desporto era mesmo o que a pequena princesa mais gostava de fazer, uma vez que nunca mostrou grande aptidão para disciplinas mais académicas, sendo descrita como uma aluna pouco empenhada e complicada.
Os professores das crianças foram todos escolhidos com cuidado. Vitória tinha uma preferência especial por uma das suas governantas, Miss Byng, a quem chamava "Minnie", embora também tivesse uma boa relação com a sua governanta alemã, Fraülin Poppe, que gostava muito de música e lhe deu as suas primeiras lições de canto, nas quais a ensinou a cantar músicas infantis alemãs. As lições de francês estavam a cargo de Mademoiselle Bujard, mas Vitória não era uma aluna empenhada. Mais tarde, no seu livro de memórias, a princesa admitiu que era preguiçosa e amuava com frequência, o que fazia com que a sua professora perdesse a paciência. Uma vez, a governanta ficou de tal forma exasperada que vestiu o casaco, pôs o chapéu na cabeça e disse que se ia embora. Quando voltou à sala alguns minutos depois, encontrou Vitória a chorar desolada e as duas fizeram logo as pazes. Estas governantas viviam todas no palácio e, além das lições que davam às suas alunas, eram também responsáveis por outras tarefas como, por exemplo, gerir o dinheiro que as princesas tinham sempre numa bolsa atada à cintura.
À medida que os anos foram passando, as histórias da impaciência de Vitória para o estudo foram-se acumulando. Tal como a sua mãe tinha feito quando era mais nova, a princesa começou a responder aos seus professores quando eles lhe tentavam chamar a atenção. Sempre que uma governanta lhe dava um sermão por se portar mal, Vitória dizia que a Bíblia nos ensinava a amar os nossos inimigos. Em certa ocasião, um professor de História foi à procura dela para dar início à sua lição e, quando a encontrou, a princesa disse, de forma altiva, que ainda não tinha acabado o que estava a fazer. O professor, zangado, bateu com a régua com tanta força em cima da mesa, que Vitória se assustou, foi a correr ter com uma governanta e tiveram de lhe dar magnésio para ela se acalmar.
  

Apesar de não ter muita paciência para a sala-de-aula, Vitória sempre foi considerada muito doce e, no geral, bem comportada. Em Março de 1878, realizou-se a sua cerimónia de confirmação na igreja Luterana. Numa carta dirigida à rainha Vitória, a sua mãe contou-lhe todos os pormenores, incluindo as roupas das suas irmãs mais novas, Sofia e Margarida, que tinham sido enviadas pela rainha Vitória da Ilha de Wight. A princesa-herdeira também acrescentou que Vitória, agora com onze anos de idade, tinha um tacto e descrição que iam muito além da sua tenra idadeː 
Fico muitas vezes surpreendida com a mulherzinha honesta e carinhosa que ela é. Tem um feitio tão doce. Nunca vou ter ansiedades com ela, se o destino a poupar Qualquer pessoa se pode sentir descansada com ela.

## O casamento Battenberg

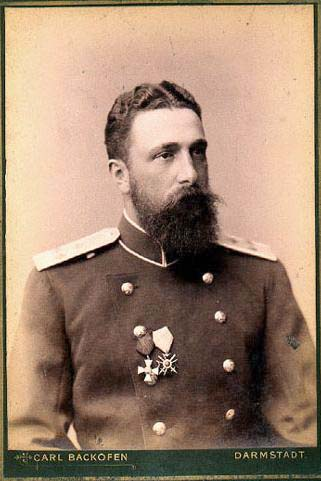
Alexandre de Battenberg, o príncipe com quem a mãe de Vitória queria que ela se casasse

Em 1879, quando o pequeno território da Bulgária conseguiu conquistar a sua independência do Império Otomano, as grandes potências começaram a procurar candidatos ocidentais para ocupar este esse novo trono. A escolha recaiu sobre um príncipe alemão com uma linhagem que deixava muito a desejar para a maioria das casas europeias da altura: o príncipe Alexandre de Battenberg. Alexandre era o segundo filho do casamento do príncipe Alexandre de Hesse-Darmstadt com Julia von Hauke, uma plebeia polaca que tinha sido dama-de-companhia da irmã de Alexandre, a czarina Maria Alexandrovna. Alexandre foi escolhido entre vários candidatos devido às suas relações familiares e experiência militar: o seu pai tinha ligações com os três principais impérios da época, uma vez que era irmão da czarina da Rússia, descendia de uma casa nobre alemã e tinha prestado serviço militar na Áustria. Alexandre tinha servido no exército da Rússia, mas não era russo, por isso a sua nomeação não era mal vista pelos ingleses, agradava aos alemães e aos austríacos e, devido às suas origens morganáticas, dava a impressão à Rússia de que teriam um governante facilmente manipulável no seu país vizinho. Apesar de ter herdado um país complicado, onde reinava a corrupção e a guerra, Alexandre saiu-se surpreendentemente bem e tornou-se muito admirado pelos seus súbditos, o que causou a admiração de alguns (nomeadamente da rainha Vitória e da sua família) e o ódio de outros (particularmente do czar Alexandre III da Rússia, que esperava que Alexandre fosse mais complacente com os planos da Rússia para aquela região).
Algum tempo depois da subida ao trono de Alexandre III, em abril de 1882, houve uma revolta grave na Bulgária que forçou Alexandre a regressar à Alemanha para pedir apoio. Pouco tempo antes da sua chegada, a avó de Vitória tinha enviado uma carta à sua mãe onde sugeria que Alexandre seria um bom partido para ela. A princesa-herdeira da Alemanha concordou e, durante a visita de Alexandre, ou "Sandro", como era conhecido na família, convidou-o a sua casa. Na altura com dezasseis anos de idade, Vitória, ou "Moretta", a alcunha pela qual era conhecida entre os mais próximos, não era considerada minimamente bonita. Mary Ponsonby, esposa do secretário da sua avó, descreveu-a como "uma espécie de mulher escandinava selvagem, com muita da impetuosidade da mãe e um pouco da excentricidade do irmão". Ainda muito nova na altura, Moretta deixou-se levar pelos elogios que a sua mãe e avó faziam ao jovem príncipe e apaixonou-se por ele. No entanto, o romance nunca teve hipóteses de funcionar e só parecia possível na cabeça de Vitória e da sua mãe.
O chanceler da Alemanha, Bismark, sempre se mostrou contra a união, em parte porque Alexandre de Battenberg não tinha estatuto real suficiente para se casar com uma neta do imperador da Alemanha, mas principalmente porque a união não seria bem recebida pela Rússia, que estava a tentar enfraquecer o poder de Alexandre, e que era uma aliada tradicional e importante para a Alemanha. O pai de Vitória, assim como toda a sua família paterna, eram também completamente contra o casamento, devido ao facto de Alexandre ser filho de uma plebeia.
A posição dos Hohenzollern contra os Battenberg radicalizou-se quando a prima de Moretta, a princesa Vitória de Hesse-Darmstadt, se casou com o irmão mais velho de Alexandre, o príncipe Luís. Uma vez que Vitória de Hesse era parente próxima dos Hohenzollern (a sua mãe, Alice, era irmã da mãe de Vitória), o seu casamento com o filho de um casamento morganático foi visto como escândalo e vários membros da família, principalmente os avós e o irmão mais velho de Moretta, ficaram ainda mais receosos com a perspectiva de dar mais posição aos Battenberg do que aquela que eles já tinham conseguido conquistar com aquele casamento. O irmão mais velho de Vitória, o futuro cáiser Guilherme II, que tinha sido um grande admirador de Sandro durante os seus tempos de liceu, mudou completamente de opinião e chegou mesmo a ameaçar que o mataria se ele alguma vez pedisse a irmã em casamento.
Bismark convocou Alexandre para uma reunião sobre o assunto e aconselhou-o a casar-se com uma herdeira ortodoxa rica uma vez que, governar um país nos Balcãs significa ter de fazer muitos subornos e, para isso, é preciso dinheiro. O chanceler também acrescentou que o casamento ia contra os interesses políticos dele e, por isso, enquanto fosse chanceler, nunca permitiria que ele se realizasse. O aparecimento de Alexandre em Berlim após o casamento de irmão foi muito mal visto pelos avós de Moretta e causou um desentendimento grave entre o cáiser Guilherme I e o seu filho Frederico, uma vez que o primeiro queria proibir a neta de ver Alexandre e o segundo organizou um jantar em sua honra. Para castigar o filho, quando se celebrou a maioridade do czarevitch Nicolau em São Petersburgo, o cáiser enviou o seu neto Guilherme para o representar em vez do filho.

De modo a manchar a reputação de Alexandre e impedi-lo de se casar de todo, a imprensa russa e alemã começou a espalhar todo o tipo de rumores sobre ele, nomeadamente que era homossexual e tinha contraído uma doença venérea. Quando estes rumores começaram a aparecer, por volta de 1885, três anos depois do início dos planos de casamento, a mãe de Moretta escreveu à sua própria mãe:
"Estou a ver que já não há nada a fazer! (...) A Moretta também vê o mesmo e, apesar de estar muito afeiçoada a ele, não se vai pôr à frente dos interesses dele. Ele tem de pensar no país dele e, uma vez que o Bismark insiste em exagerar a questão e torná-la num grande problema político (...) temos de esquecer a ideia!".

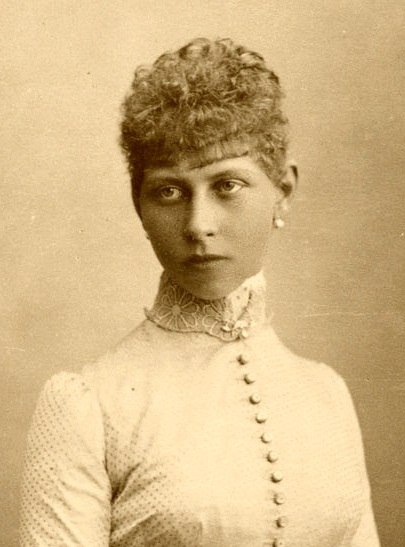
Moretta em 1885

No entanto, nem mãe nem filha conseguiram esquecer o assunto. Algum tempo depois, Vitória voltou a escrever à mãe para lhe dizer que estava preocupada com o estado depressivo da sua filha: 
"ela não consegue e não quer acreditar que não tem mais hipóteses - diz que antes quer morrer!". Vitória pediu então à rainha para escrever à neta para a animar. Na carta de resposta, Moretta escreveu: "que bom é ter uma avó que me adora e a quem posso contar tudo. (...) Oh! Se pudesse vê-lo, nem que fosse de longe. Estou tão abatida e parece que já não há esperança nenhuma. Se a mamã não estivesse aqui para me animar, não sei o que seria de mim".
Alexandre, por outro lado, nunca pareceu tão interessado por Moretta como ela e a mãe pareciam estar por ele. Numa carta a um amigo, Alexandre escreveu que, desde que se tinha tornado príncipe da Bulgária, as suas perspectivas de casamento tinham diminuído drasticamente e que poderia ter mais sorte se nunca tivesse aceite o trono:
A certa altura até me podia ter casado com a princesa Beatriz de Inglaterra, a minha amiga de infância, se não fosse pelo facto de a Bulgária ficar tão longe e a rainha não se querer separar da sua filha. O mesmo aconteceu com a princesa Hilda de Nassau cujo pai (...) jamais permitiria que a sua filha fosse para a Bulgária. Depois apareceu ainda a princesa Teresa de Hesse, (...) que era de quem eu mais gostava, mas houve problemas financeiros. Já deves ter lido nos jornais (...) que pedi a princesa Vitória da Prússia em casamento; nunca fiz tal coisa nem nunca fui um candidato à sua mão. A sugestão foi feita pela princesa-herdeira, depois de nos termos sentido atraídos um pelo outro o ano passado em Darmstadt. Mas o imperador impediu logo a união, por isso nunca se desenvolveu nada. Acho que o imperador não seria tão contrário se não fosse pela influência da imperatriz Augusta que acha que uma união entre Hohenzollerns e Battenbergs não é adequada por causa das nossas posições reais.
Apesar de todas as perspectivas negativas em relação ao romance, a princesa-herdeira da Alemanha continuou a insistir nele durante vários anos. O golpe final veio em 1888, quando o pai de Moretta se tornou, durante um breve período de tempo, imperador da Alemanha. Um dos primeiros assuntos que a sua mãe quis resolver foi o casamento da sua segunda filha. Na altura, Alexandre já tinha abdicado no trono da Bulgária e tinha-lhe sido negada uma comissão no exército da Alemanha, por isso ele vivia como um cidadão pobre em Darmstadt, a sua terra natal. Quando Vitória, agora imperatriz da Alemanha, informou a família e o governo dos seus planos, todos ficaram horrorizados, incluindo o próprio Alexandre e a rainha Vitória que escreveu à filha:
Compreendo que, com a dolorosa incerteza que vives por causa da saúde do querido Fritz [Frederico III estava a morrer de cancro], queiras resolver tudo o que seja de maior importância, mas não decidas de um momento para o outro mudar as coisas e, acima de tudo, não faças nada que vá contra os desejos do falecido imperador como, por exemplo, o casamento da Moretta com o Sandro. Acima de tudo, não consideres sequer tomar esse passo sem que o Guilherme esteja completamente de acordo. Tens de te entender com ele, uma vez que ele é o príncipe-herdeiro e não seria nada bom arranjar um casamento com o qual ele não concorde. Acabaria por só trazer tristeza à tua filha e ao Sandro.
Mas a imperatriz não desistiu e conseguiu convencer o marido a oferecer uma comissão a Alexandre no exército e a permitir o casamento. Quando Frederico informou o chanceler Bismark de que o antigo príncipe da Bulgária estava prestes a chegar a Berlim para que fosse anunciado o seu noivado com Moretta, este afirmou que o casamento era impossível, uma vez que colocaria a Alemanha em oposição directa com a Rússia. Frederico concordou e enviou um telegrama a Alexandre, onde lhe pediu para não fazer a viagem. A sua esposa ficou furiosa e os dois tiveram uma das únicas discussões da sua vida de casados em frente a outras pessoas. Na verdade, por esta altura, o casamento já não seria tão mal visto na Rússia, mas Bismark sabia que o irmão de Moretta, que estava prestes a herdar o trono, era contra ele e usou o caso para o impressionar. Quando o futuro cáiser Guilherme II soube que a questão do casamento com Alexandre ainda estava bem viva, escreveu-lhe uma carta na qual afirmava que veria qualquer pessoa que promovesse o casamento como um inimigo não só da sua família como também do seu país. Numa carta a um amigo, Guilherme explicou que o principal motivo para a sua oposição era a linhagem de Alexandre que, segundo ele, iria manchar a honra e prestígio dos Hohenzollern.
Devido à fraca saúde do marido, a imperatriz concordou com Bismark em adiar a questão do casamento, embora nunca tenha desistido completamente da ideia até ao momento em que Alexandre surpreendeu todos e se casou com a sua amante, uma cantora de ópera chamada Johanna Loisinger, alguns meses depois da morte de Frederico III.

## Pretendentes e depressão
Quando os planos para casar com o príncipe Alexandre foram finalmente postos de lado em 1889, Vitória tinha já completado vinte-e-três anos, uma idade que, na altura, era considerada avançada para contrair um casamento vantajoso. Além da idade, a sua mãe confessou também em cartas dirigidas à rainha Vitória que temia que a sua filha se apaixonasse por alguém menos apropriado e causasse algum escândalo, por isso era urgente encontrar-lhe um marido o mais rapidamente possível. Um dos primeiros candidatos sugeridos foi o príncipe Carlos da Suécia, mas este era cunhado da princesa Vitória de Baden, uma prima direita de Vitória cuja mãe, a princesa Luísa da Prússia, irmã do seu pai, nunca tinha gostado da sua mãe e fez todos os possíveis para impedir o casamento. Depois, a rainha Vitória sugeriu o nome do grão-duque Alexandre Mikhailovich, de quem tinha gostado muito quando este tinha visitado Inglaterra em maio de 1889. A ideia agradou à mãe de Vitória, uma vez que uma das suas sobrinhas, a princesa Isabel de Hesse, tinha-se casado em 1884 com o grão-duque Sérgio Alexandrovich, e poderia ser uma companheira para a filha. No entanto, quando a ideia foi sugerida a Alexandre, ele deixou bem claro que não tinha qualquer interesse em casar-se com ela. Finalmente, a imperatriz-viúva da Alemanha considerou a hipótese de casar a filha com o príncipe Eduardo de Anhalt, que, apesar de não ter uma posição tão elevada como os anteriores, tinha uma posição financeira muito confortável, mas este também não demonstrou qualquer interesse no casamento. Foi também considerado o príncipe Alberto de Württemberg, mas o facto de ser católico tornava-o num candidato pouco desejável.
Ao mesmo tempo que Vitória era rejeitada por vários príncipes europeus, várias das suas primas da sua idade e mais novas, assim como a sua irmã mais nova, Sofia, iam anunciando os seus noivados, casavam-se e tinham filhos. Já fragilizada psicologicamente devido ao fim das suas esperanças de casamento com o príncipe Alexandre de Battenberg, a princesa começou a sofrer de graves problemas de auto-estima e virou-se para as dietas extremas e exercício físico em excesso numa tentativa de melhorar a sua imagem física. Em Junho de 1889, a sua mãe decidiu enviá-la para Inglaterra, para passar uma temporada com a avó. Consigo, Vitória levava uma carta da mãe para a avó, na qual esta lhe pedia para tentar convencer a neta aː
não ser tão tola com a comida. A grande loucura dela agora é ser magraǃ Está sempre a passar fome, não toca em leite, açúcar, pão, doces, sopa, manteiga, nada a não ser um pedaço fino de carne e maçãs, o que não é suficiente. Vai dar cabo da saúde. Ela tem uma constituição boa e forte. Vai para a cama demasiado tarde e quase que faz exercício a mais. Já lhe implorei, rezei, ordenei, ameacei e de nada serviu. Está muito obcecada com este assunto. O corpo bonito dela fica estragado quando ela está magra demais. 

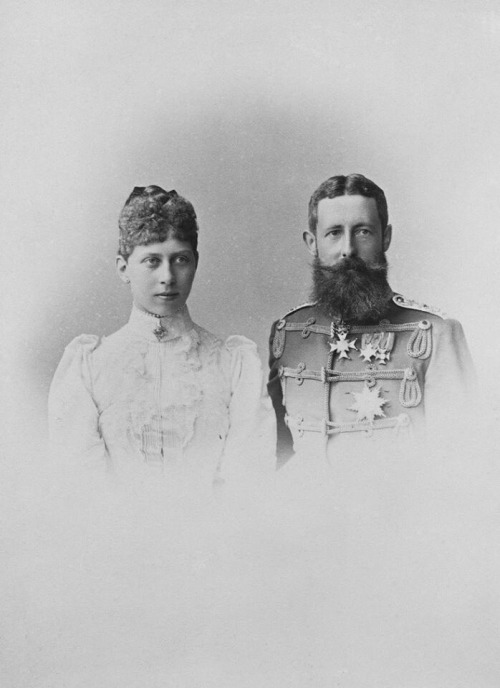
Vitória e Adolf de Schaumburg-Lippe na época de seu noivado.

## Casamento e vida adulta
Ela acabou por se casar com o Príncipe Adolfo de Eschaumburgo-Lipa no dia 19 de Novembro de 1890. Desta união nasceu apenas um filho natimorto no primeiro ano de casamento. Adolfo morreu em 1916.
Apesar de estar tecnicamente do lado alemão durante a Primeira Guerra Mundial, Vitória defendia a causa britânica. Após o final da guerra ela encontrou-se com o seu primo, o rei Jorge V do Reino Unido e expressou a sua vontade de que eles voltassem a ficar amigos. Jorge disse que isso não seria possível por muitos anos.

## Últimos anos
No dia 19 de novembro de 1927 (e apesar da oposição veemente dos seus irmãos e irmãs),  Vitória voltou a casar-se, desta vez com Alexander Zoubkoff, um refugiado russo 35 anos mais novo do que ela. O casal estava prestes a divorciar-se quando ela morreu no dia 13 de novembro de 1929. Nesta altura a sua situação financeira estava num estado precário e o seu novo marido esbanjou todo o pouco dinheiro que lhe restava no seu próprio divertimento e raramente voltava a casa. 

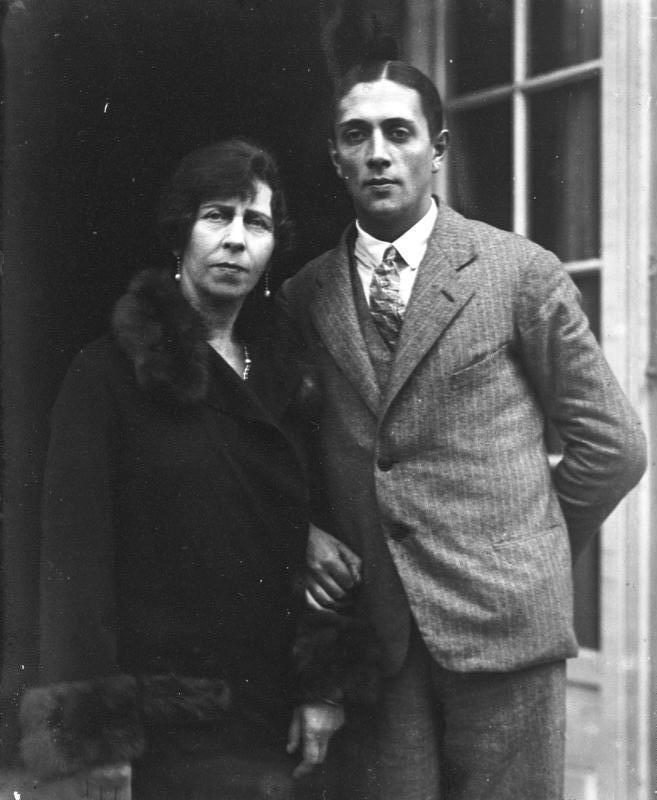
A princesa Vitória da Prússia com o seu segundo marido, Alexander Zoubkoff, em 1927

A certa altura Vitória foi obrigada a chamar os tesoureiros e a vender o recheio do Palácio de Schaumburg em leilão. A venda foi conduzida pelos leiloeiros de Colónia, Lempertz, contudo o leilão atraiu muito menos interessados do que o esperado e o The Times descreveu a maioria das licitações como "desprovidas de espírito". Estima-se que os lucros do leilão cobriram apenas um terço das dívidas (que chegariam aos 900 000 marcos, ou 45 000 libras). Depois de ter abandonado o Palácio de Schaumburg, Vitória mudou-se para um quarto mobilado no subúrbio de Bonn, Mehelm. Ela estava prestes a divorciar-se de Alexandre Zoubkoff com base no seu comportamento - que tinha provocado a sua expulsão da Alemanha -, no facto de ele não ter capacidade para a sustentar e de não existirem relações conjugais. Porém, poucas semanas após este anúncio se tornar público, Vitória ficou gravemente doente com pneumonia e morreu num hospital de Bonn a 13 de Novembro de 1929.

## Títulos e honrarias

### Títulos
- 12 de abril de 1866 - 19 de novembro de 1890: Sua Alteza Real a princesa Vitória da Prússia
- 19 de novembro de 1890 - 9 de julho de 1927: Sua Alteza Real a Princesa Adolfo de Eschaumburgo-Lipa, Princesa da Prússia
- 9 de julho de 1927 - 13 de novembro de 1929: Sua Alteza Real a Princesa Vitória, Sra. Zoubkoff

### Honras nacionais
- Alemanha: Dama da Ordem de Luísa

### Honras estrangeiras
- Reino Unido: Lady da Real Ordem de Vitória e Alberto, primeira classe